# Ruine Stubenberg
Die Ruine Stubenberg, auch Burgruine Gutenbrunn oder Burgruine Kirchau genannt, ist die Ruine einer Niederungsburg im Gemeindewald zwischen Kirchau und Haßbach in der Marktgemeinde Warth im Bezirk Neunkirchen in Niederösterreich.

## Geschichte
Chuno von Kirchowe, auch als der „wilde Chuno“ bekannt, gehörte zu einem Ministerialengeschlecht der Kirchauer und ist seit dem 12. Jahrhundert urkundlich nachweisbar. Um 1160 begannen Chunos Kinder, Heinrich, Wilhelm und Mechthild mit dem Bau der Burg Gutenbrunn, benannt nach der einzigen in der Gegend vorhandenen ergiebigen Wasserquelle. Die Burg besaß einen überdimensionalen Wehrturm, von dem aus der rege Güterverkehr auf der Hochstraß (Warth – Aichhof, Kirchau, Molfritz, Haßbach) besonders gut zu kontrollieren war. Mitte des 13. Jahrhunderts wurde die Burg von den Ungarn zerstört. 1320 ließ Herzog Albrecht die Burg Gutenbrunn wieder instand setzen und zu einem Bollwerk gegen den Feind vergrößern. 1381 verkaufte Konrad Perner die Burg an Wulfingen von Stubenberg. Wahrscheinlich wurde Gutenbrunn im Mittelalter nie mit Stubenberg bezeichnet. 1470 erstürmten die Kaiserlichen Gutenbrunn und zerstörten 1474 die Burg. Dies sollte eine Geste von Kaiser Friedrich III. an die Ungarn, wegen eines unerwünschten Waffenstillstandes mit ihnen, sein.

## Quelle
- Text von Josef Kerschbaumer, nach Aufzeichnungen der Pfarrchronik Kirchau